# Episodi di Kickin' It - A colpi di karate (quarta stagione)
La quarta stagione della serie televisiva Kickin' It - A colpi di karate è stata trasmessa sul canale statunitense Disney XD il 17 febbraio 2014, con l'assenza di Olivia Holt (Kim), dopo essere stata scelta per la serie Non sono stato io su Disney Channel. tornerà come ospite speciale nell'episodio 14 Seaford Hustle. Olivia Holt ha confermato che Kim tornerà. In Italia la quarta stagione andrà in onda a partire dal 2 febbraio 2015 su Disney XD.
| nº | Titolo originale              | Titolo italiano                     | Prima TV USA     | Prima TV Italia |
| -- | ----------------------------- | ----------------------------------- | ---------------- | --------------- |
| 1  | The Boys are Back In Town     | Ritorno a casa                      | 17 febbraio 2014 | 2 febbraio 2015 |
| 2  | Gold Diggers                  | Chi trova un amico, trova un tesoro | 24 febbraio 2014 | 3 febbraio 2015 |
| 3  | From Zeros To Heroes          | Eroi per caso                       | 3 marzo 2014     | 4 febbraio 2015 |
| 4  | The Stang                     | Arnold Schwarzenrudy                | 10 marzo 2014    | 5 febbraio 2015 |
| 5  | Nerd With a Cape              | Milton Supereroe                    | 31 marzo 2014    | 6 febbraio 2015 |
| 6  | RV There Yet?                 | Jack e Milton, nemici-amici         | 7 aprile 2014    | 29 giugno 2015  |
| 7  | Invasion of the Ghost Pirates | La vendetta di Stincolungo          | 14 aprile 2014   | 30 giugno 2015  |
| 8  | The Amazing Krupnick          | Il magnifico Krupnick               | 16 giugno 2014   | 1º luglio 2015  |
| 9  | The Battle of Seaford Hill    | La battaglia di Seaford Hill        | 23 giugno 2014   | 2 luglio 2015   |
| 10 | Fight at the Museum           | La leggenda del Samurai             | 30 giugno 2014   | 3 luglio 2015   |
| 11 | Tightroping the Shark         | Jerry il funambolo                  | 18 luglio 2014   | 6 luglio 2015   |
| 12 | Full Metal Jack               | Full Metal Jack                     | 21 luglio 2014   | 7 luglio 2015   |
| 13 | Martinez & Malone: Mall Cops! | I due vigilanti                     | 28 luglio 2014   | 8 luglio 2015   |
| 14 | Seaford Hustle                | Imbroglio a Seaford                 | 4 agosto 2014    | 2 giugno 2015   |
| 15 | Kickin' It In The Office      | Una lezione per Rudy                | 17 novembre 2014 | 9 luglio 2015   |
| 16 | Bringing Down the House       | E venne giù il teatro               | 4 marzo 2015     | 10 luglio 2015  |
| 17 | You don't know Jack           | Tu non conosci Jack                 | 11 marzo 2015    | 13 luglio 2015  |
| 18 | The Grandmaster               | Il Gran Maestro Rudy                | 25 marzo 2015    | 14 luglio 2015  |

## Ritorno a casa
- Titolo originale: The Boys are Back In Town
- Scritto da: Jim O'Doherty
- Diretto da: Sean Lambert

### Trama
Jack e Milton tornano a Seaford e scoprono che Rudy ha aperto un dojo in un porto e Phil una sala da bowling. Presto, però ricevono una messaggio da Funderburck che chiede il loro aiuto per un'emergenza top secret.

## Chi trova un amico, trova un tesoro
- Titolo originale: Gold Diggers
- Scritto da: Geoff Barbanell
- Diretto da: Sean Lambert

### Trama
Rudy eredita un terreno apparentemente senza valore, ma quando Jack e Milton lo convincono ad andare a dare un'occhiata, i tre scoprono una miniera d'oro. Intanto Jerry aiuta Phil a stilare il suo elenco di cose da fare prima di morire.

## Eroi per caso
- Titolo originale: From Zeros to Heroes
- Scritto da: Itai Grunfeld
- Diretto da: Sean Lambert

### Trama
Milton, Jerry e Joan, per ripicca verso Rudy, girano un video in cui esagerano con le loro abilità nel karate. Durante uno spettacolo, irrompe una banda di bulli e i tre devono trovare un modo per migliorare le proprie prestazioni. Intanto Jack e Rudy portano Izzy a una partita di baseball.

## Arnold Schwarzenrudy
- Titolo originale: The Stang
- Scritto da: Peter Dirksen & Jonathan Howard
- Diretto da: Joel McCrary

### Trama
Milton prende in prestito l'auto di suo padre per fare un ingresso trionfale a una festa. Intanto, Rudy e Jack reclutano un gruppo di culturisti per allenarsi nella palestra. Ma il gruppo non è molto amichevole...

#### Curiosità
- Il padre di Leo Howard, è la guest star in questo episodio nel ruolo di Titus.

## Milton Supereroe
- Titolo originale: Nerd With a Cape
- Scritto da: Joel McCrary
- Diretto da: Jason Earles

### Trama
Milton si traveste da supereroe, ma quando si presenta una vera emergenza è obbligato a entrare in azione. Mantiene però segreta la sua vera identità per evitare i riflettori, e così Jerry coglie l'occasione per prendersi il merito.

## Jack e Milton, nemici-amici
- Titolo originale: RV There Yet?
- Scritto da: Bryon Kavanaugh
- Diretto da: Sean Lambert

### Trama
Poiché Jack e Milton non fanno altro che litigare, Rudy decide di portarli in campeggio con un camper. Nel frattempo Joan e Jerry acquistano all'asta un lotto di oggetti abbandonati e trovano qualcosa di valore.

## La vendetta di Stincolungo
- Titolo originale: Invasion of the Ghost Pirates
- Scritto da: Marty Donovan & Adrienne Sterman
- Diretto da: Bill Shea

### Trama
Con l'avvicinarsi di un'eclissi di luna, torna a galla una vecchia leggenda di Seaford. Il fantasma di un pirata tornerebbe sul molo per vendicarsi di un'eclissi che tre secoli fa lo fece naufragare lungo la costa.

## Il magnifico Krupnick
- Titolo originale: The Amazing Krupnick
- Scritto da: Frank O. Wolff
- Diretto da: Sean Lambert

### Trama
Quando Milton si rifiuta di rendere più accattivante il suo repertorio di magia, allo scopo d'ottenere un ingaggio più redditizio, Jerry e Jack, alle sue spalle, decidono di presentare un loro spettacolo.

## La battaglia di Seaford Hill
- Titolo originale: The Battle of Seaford Hill
- Scritto da: Itai Grunfeld
- Diretto da: Sean Lambert

### Trama
Milton organizza una rievocazione storica per commemorare il bicentenario della famosa battaglia di Seaford Hill. Nel frattempo, Jerry scopre qualcosa su quella battaglia che potrebbe portare a riscriverne la storia.

## La leggenda del Samurai
- Titolo originale: Fight at the Museum
- Scritto da: Geoff Barbanell
- Diretto da: Leo Howard

### Trama
Rudy vuole partecipare al suo programma televisivo preferito; un reality show sui buoni samaritani. Nel frattempo, Milton e i suoi amici provano a corteggiare la bella ragazza che fa la volontaria con loro al museo.

## Jerry il funambolo
- Titolo originale: Tightroping the Shark
- Scritto da: Jonathan Howard & Peter Dirksen
- Diretto da: Bill Shea

### Trama
Milton e Jack sono eccitati all'idea d'assistere allo spettacolo dello spericolato Spanky Danger a Seaford. Nel frattempo, Jerry fa volontariato all'acquario cittadino nel tentativo di conquistare Taylor.

## Full Metal Jack
- Titolo originale: Full Metal Jack
- Scritto da: Joel McCrary
- Diretto da: Amanda Bearse

### Trama
La squadra di Jack, Jerry e Milton deve gareggiare in un torneo di paintball, ma Jack non riesce a far raggiungere ai ragazzi la forma sperata. E così, quando riceve un invito a unirsi ai campioni in carica, coglie l'occasione al volo.

## I due vigilanti
- Titolo originale: Martinez & Malone: Mall Cops!
- Scritto da: Byron Kavanagh
- Diretto da: Sean Lambert

### Trama
Jerry lascia il suo lavoro al bowling e si unisce a Joan come vigilante del centro commerciale. I due devono però affrontare un imprevisto quando il figlio del sindaco viene fatto prigioniero...

## Imbroglio a Seaford
- Titolo originale: Seaford Hustle
- Scritto da: Byron Kavanagh
- Diretto da: Sean Lambert

### Trama
Milton sogna d'entrare alla Oxbridge University aiutato da Tom, un membro di una confraternita. Ma quando scopre che Tom vuole rubare una spada laser di Star Wars, Milton deve decidere fino a che punto vuole inseguire il suo sogno.

#### Curiosità
- Guest Star: Olivia Holt (Kim Crawford)

## Una lezione per Rudy
- Titolo originale: Kickin' It In The Office
- Scritto da: Jim O'Doherty
- Diretto da: Jim O'Doherty

### Trama
Quando una troupe televisiva arriva al dojo per girare un documentario, Rudy viene accecato dalle luci della ribalta e la cosa crea una spaccatura con Jack. Intanto, Milton vuole vendicarsi per i continui scherzi subiti.

## E venne giù il teatro
- Titolo originale: Bringing Down The House
- Scritto da: Adrienne Sterman
- Diretto da: Sean Lambert

### Trama
Milton, Jerry e Jack sono contenti di aver raccolto il denaro sufficiente per arredare il Club dei Ragazzi di Seaford, un centro ricreativo per giovani problematici. Ma presto scoprono che i mobili donati sono infestati dalle termiti

## Tu non conosci Jack
- Titolo originale: You Don't Know Jack
- Scritto da: Patrick Bottaro & Chris Phillips
- Diretto da: ???

### Trama
Jerry prende sottogamba il suo esame per il passaggio a cintura nera. Quando Jack lo rimprovera se ne risente ed esprime il desiderio di non averlo mai conosciuto, ma presto capisce l'importanza dell'amico nella sua vita.

#### Curiosità
- Guest Star: Olivia Holt (Kim Crawford)

## Il Gran Maestro Rudy
- Titolo originale: The Grandmaster
- Scritto da: Jim O'Doherty
- Diretto da: Sean Lambert

### Trama
Il Gran Maestro Tomo intervista Jack, Jerry, Milton e Kim per capire se Rudy meriti il ruolo di Gran Maestro presso la Otai Academy. La cosa porta i ragazzi a riflettere sugli anni che hanno trascorso al dojo.

#### Curiosità
- Guest Star: Olivia Holt (Kim Crawford)